# Тел (хълм)
Тел или тал (на арабски: تَل; на иврит: תל) е невисок хълм, често от изкуствен произход. Производни варианти: тепе (на турски: tepe), депе, тебе, тобе, тюбе и пр.
Телове се образуват на мястото на разрушени древни градове от развалини на (главно глинени) постройки, които от изветряне и наноси постепенно се заоблят и придобиват формата на могила. Цитаделата в Халеб например е построена на такъв хълм с останки от древно селище. Класическият тел в Близкия изток представлява широк пресечен конус с полегати склонове.
Думите тел, тепе и други производни влизат в състава на много географски наименования – Тел Авив в Израел, Пловдивски тепета, Кургантюбе в Таджикистан и мн. др.